# مشروع سموم
مشروع سموم هو الاسم الذي أُطلق على مشروع تعاوني بينَ الوكالة السويدية لأبحاث الدفاع والمملكة العربية السعودية لإنشاء مصنعٍ في المملكة العربية السعودية يقومُ على صناعة أنظمة مضادة للدبابات. كُشفت هذا المشروع السري للعموم في 7 آذار/مارس عام 2012 من قبل الصحفي الاستقصائي دانيال أومان وزميلهِ بو غوران بودين الموظفينِ في راديو السويد.
بعدَ تسريبِ البيانات؛ تعرّض المشروع لانتقادات شديدة لأنه شكل انتهاكًا محتملًا لقوانين تجارة الأسلحة السويدية ولطبيعتها كما تعرّضت وكالة أبحاث الدفاع السويدية إلى عددٍ منَ الانتقادات بخصوص مشروع سموم وسريّته. استمرت الضغوط الشعبيّة والسياسيّة على الحُكومة السويدية إلى أن استقالَ وزيرُ الدفاع ستين تولغفورس من منصبهِ في 29 آذار/مارس من نفسِ العام أي بعدَ مرورِ 22 يومًا على «الفضيحة».